# Милькевич, Дмитрий
Дмитрий Милькевич (латыш. Dmitrijs Miļkevičs; род. 6 декабря 1981, Рига) — латвийский легкоатлет, специалист по бегу на короткие и средние дистанции. Выступал за сборную Латвии по лёгкой атлетике в 2000-х годах, победитель и призёр первенств национального значения, действующий рекордсмен страны в беге на 800 метров в помещении и на открытом стадионе, участник двух летних Олимпийских игр.

## Биография
Дмитрий Милькевич родился 6 декабря 1981 года в Риге.
Занимался бегом под руководством тренеров Виктора Лациса и Алдиса Акантьева. Впоследствии уехал учиться в США в Университете Небраски-Линкольна, состоял в метной легкоатлетической команде, неоднократно принимал участие в различных студенческих соревнованиях, в частности выигрывал первый дивизион чемпионата Национальной ассоциации студенческого спорта в беге на 800 метров.
Впервые заявил о себе на международном уровне в сезоне 2001 года, когда вошёл в состав латвийской национальной сборной и в беге на 400 метров выступил на молодёжном европейском первенстве в Амстердаме.
В 2002 году стартовал на чемпионате Европы в помещении в Вене и на чемпионате Европы в Мюнхене.
В 2003 году бежал 400 метров на молодёжном европейском первенстве в Быдгоще.
Благодаря череде удачных выступлений удостоился права защищать честь страны на летних Олимпийских играх 2004 года в Афинах — в программе бега на 800 метров выбыл из борьбы за медали на стадии полуфиналов, показав результат 1:46,62.
В 2005 году в дисциплине 800 метров выступал на чемпионате Европы в помещении в Мадриде и на чемпионате мира в Хельсинки.
В 2006 году на чемпионате мира в помещении в Москве на 800-метровой дистанции стал в финале четвёртым. Позже на турнире в Афинах установил национальный рекорд страны на открытом стадионе — 1:43,67, который до настоящего времени остаётся непревзойдённым. На чемпионате Европы в Гётеборге занял в той же дисциплине четвёртое место.
В 2007 году дошёл до полуфинала на чемпионате мира в Осаке, был восьмым на Всемирном легкоатлетическом финале в Штутгарте.
В 2008 году на чемпионате мира в помещении в Валенсии установил действующий национальный рекорд Латвии в беге на 800 метров в помещении — 1:45,72. Находясь в числе лидеров латвийской легкоатлетической команды, благополучно прошёл отбор на Олимпийские игры в Афинах — на сей раз в дисциплине 800 метров с результатом 1:47,12 не смог преодолеть предварительный квалификационный этап.
После пекинской Олимпиады Милькевич ещё в течение некоторого времени оставался действующим спортсменом и продолжал принимать участие в крупнейших международных стартах. Так, в 2009 году в беге на 800 метров он выступил на чемпионате мира в Берлине.
В 2010 году выиграл чемпионат Латвии в Екабпилсе в беге на 400 метров, планировал отправиться на чемпионат Европы в Барселоне, но из-за недостатка финансирования со стороны Латвийского легкоатлетического союза вынужден был отказаться от выступления здесь. По окончании сезона завершил спортивную карьеру.